# 1984 (téléfilm, 1954)
Pour les articles homonymes, voir 1984 (homonymie).
Pour plus de détails, voir Fiche technique et Distribution.
1984 est un téléfilm anglais adapté du roman de George Orwell, 1984, qui fut diffusé sur la chaîne de télévision BBC Television en décembre 1954. La diffusion de ce film fit l'objet d'une controverse qui remonta jusqu'au Parlement du Royaume-Uni, à la suite de nombreuses plaintes de téléspectateurs concernant sa nature supposée « subversive », et certaines de ses scènes jugées « choquantes ». Cependant, près d'un demi-siècle plus tard, en 2000, un sondage réalisé par le British Film Institute devant permettre d'établir le Top 100 du British Film Institute TV pour tout le XXe siècle, plaça cette version télévisée de 1984 à la 73e place, en dépit du fait qu'elle n'avait été diffusée que cinq fois à la télévision à cette dernière date, et jamais en cassette vidéo ni en DVD.

## Contexte
Un scénario du roman d'Orwell fut écrit par Nigel Kneale pour une adaptation télévisée. Kneale était l'un des scénaristes de télévision anglais les plus prolifiques à l'époque. Durant les années précédentes (c. à d. avant 1954), il avait créé le personnage du Professeur Bernard Quatermass pour la série de science-fiction The Quatermass Experiment (en), laquelle avait rencontré un grand succès. L'adaptation de 1984 fut produite et dirigée par Rudolph Cartier qui, lui aussi, s'était établi une solide réputation d'excellence; il fut, et est encore aujourd'hui, considéré comme le meilleur producteur et metteur en scène de la BBC des années 1950, pour ses innovations techniques et artistiques. Cartier, un vétéran de la société de production cinématographique UFA durant les années 1930 en Allemagne, avait fui le régime nazi pour se réfugier en Angleterre en 1936. Il avait justement travaillé avec Kneale, l'année précédente, sur la série The Quatermass Experiment, et il avait produit et tourné de nombreuses séries télévisées encore avant cela. Ce fut la qualité et le succès de son travail sur cette dernière série de science-fiction qui incitèrent le responsable des séries télévisées de la BBC de cette époque, Michael Barry, à demander à Cartier de réaliser l'adaptation de 1984. Cartier l'avait impressionné avec son adaptation de Les Hauts de Hurlevent, justement tournée d'après un scénario réalisé par Kneale. La BBC avait acheté les droits adaptation télévisée de 1984 peu après la sortie du livre, en 1949, sur les conseils du critique littéraire et écrivain Kenneth Tynan. La première version du script, terminée fin 1953, avait été réalisée par l'auteur, présentateur et réalisateur de films Hugh Faulks, avec la collaboration de la veuve de George Orwell, Sonia Brownell. Mais lorsque Rudolph Cartier fut contacté durant le mois de juin 1954 pour procéder à la réalisation, il demanda que Kneale soit chargé du scénario. Ceci, et quelques autres problèmes concernant la production, retardèrent la réalisation qui devait être portée à l'écran au mois d'avril ; c'est-à-dire exactement trente années « avant » la date à laquelle commence le récit d'Orwell.

## Les acteurs et l'équipe de tournage
C'est l'acteur Peter Cushing qui fut choisi pour incarner le rôle du personnage principal et héros de l'histoire, Winston Smith; c'était l'un de ses tout premiers grands rôles. Cartier l'avait choisi après avoir été impressionné par sa performance durant le tournage du téléfilm Anastasia, produit par la BBC en interne l'année précédente (1953). C'est grâce à ce rôle dans 1984 que Cushing devint une star de l'audiovisuel britannique, et c'est ce qui arriva également à Donald Pleasence, qui y incarna le personnage de Syme. Pleasence fut d'ailleurs à nouveau choisi pour incarner à la fois Syme, et le personnage de Parsons dans la deuxième adaptation audiovisuelle de 1984 (film, 1956), tournée seulement deux ans plus tard.
Les autres acteurs furent Yvonne Mitchell, qui avait incarné le premier rôle (Julia) dans la précédente adaptation télévisée de Cartier, Les Hauts de Hurlevent, et André Morell, qui y incarna le rôle d'O'Brien. Wilfrid Brambell, qui se rendit célèbre quelques années plus tard pour ses rôles dans le sitcom anglais, Steptoe and Son, et pour son incarnation du grand-père du musicien et chanteur des Beatles, Paul McCartney, dans le film A Hard Day's Night, joua deux rôles dans 1984: celui du vieil homme avec qui Winston Smith a une conversation dans le café, et celui d'un prisonnier, un peu plus loin dans le récit, lorsque Winston est emprisonné. Nigel Kneale, qui avait joué quelques rôles durant les années 1940 avant de devenir scénariste, préta sa voix à celle censée sortir d'un haut-parleur durant le récit. Le visage de Big Brother fut celui de Roy Oxley, un membre du Design department de la BBC; un choix accidentellement décidé à la suite d'une blague de l'équipe de production.
Le compositeur de la musique fut John Hotchkis, qui, pour cette adaptation qu'il jugeait exceptionnelle, insista pour avoir un large orchestre. Kneale répugnait à utiliser de la musique pré-enregistrée pour ses tournages; il exigea, quant à lui, qu'elle fût jouée en direct durant la réalisation. C'est ainsi que la bande son fut réalisée simultanément au tournage, depuis le Lime Grove Studio E, une salle contiguë au studio de tournage, avec Hotchkis et son orchestre qui suivaient l'action sur un écran de télévision connecté à la régie vidéo.

## Production
Pratiquement toutes les productions audiovisuelles de la BBC étaient tournées en direct jusqu'au début des années 1960. Cependant, et pour d'évidentes raisons pratiques concernant principalement les scènes tournées en extérieur, quelques scènes pré-enregistrée sur pellicule 35 mm étaient insérées durant les tournages; celles-ci étaient avantageusement diffusées durant les moments où l'équipe de tournage devait changer les décors, et les acteurs leurs costumes et maquillages. Le tournage de 1984 débuta le 10 novembre 1954 dans le studio B d'Alexandra Palace (qui se trouvait, déjà à cette époque, à l'état d'abandon et fréquemment utilisé pour des tournages de films et de séries). C'est là que furent tournée la célèbre séquence des « deux minutes de haine » du récit, que l'on découvre peu après son début, ainsi que celles qui se déroulent à la cantine.
D'autres séquences furent tournées le 18 novembre; il s'agissait, pour l'essentiel, de scènes en extérieur: en particulier celles où Winston Smith marche dans le secteur des prolétaires. Peter Cushing rapporta, durant une interview dans l'émission Late Night Line-Up, en 1965, que ces scènes furent tournées sur le chantier de démolition où fut construit par la suite le nouveau siège de la BBC Television. Après ces premiers tournages, les répétitions des acteurs prirent place, entre le 22 et le 29 novembre, au Mary Ward Settlement, Tavistock Place puis au 60 Paddington Street. Les 11 puis 12 décembre, un samedi et un dimanche, les acteurs et l'équipe de tournage se rendirent au Studio D de la BBC's (Lime Grove Studios) pour y tourner les dernières scènes avant la diffusion sur la chaîne de télévision BBC One, ce même dernier jour, à 20 h 37.
Le script réalisé par Kneale fut jugé remarquablement respectueux de l'esprit et de l'atmosphère que George Orwell avait voulu communiquer, et à la fois facile à respecter pour les acteurs et l'équipe de tournage. Il y avait ajouté quelques petites touches personnelles, dont la plus notable fut la création d'une séquence dans laquelle O'Brien observe Julia à son travail en train de lire le passage d'un roman érotique pendant que les machines le composent automatiquement à la place d'un auteur humain.

## Réception
La diffusion de 1984 provoqua une vague de protestations. Les critiques portaient essentiellement sur le caractère jugé effrayant de certaines scènes (en particulier la scène de la torture de Winston Smith dans la « chambre 101 »), et sur le style général de cette réalisation, alors perçue comme « subversive » (rappelons qu'à cette époque, les blessures par armes des films n'étaient pas accompagnées de saignements, pour ne pas choquer le public, entre autres exemples similaires).
Concernant le caractère « subversif », les téléspectateurs justifiaient cette critique par la manière de présentation et les détails techniques des méthodes de contrôle de la pensée par le régime autoritaire de l'Océania, jugés particulièrement violents et effrayants, eux aussi; excessifs, en somme. Il y eut aussi cette anecdote, que rapporta le quotidien Daily Express, d'une quadragénaire, Beryl Merfin, habitante de Herne Bay, qui perdit tout d'abord connaissance, puis décéda d'un arrêt cardiaque alors qu'elle regardait 1984 sur la BBC One. Le Daily Express avait titré ce drame, Wife dies as she watches (« Une femme décède en regardant »), sous-entendu : en regardant cette diffusion de 1984, et en raison du choc des images.
Les réactions de nature politique furent plus partagées, mais elles suscitèrent tout de même des discussions au Parlement britannique en vue de l'adoption de motions et d'amendements. Une motion, que signèrent cinq membres de Parlement, déplorait « la tendance, évidente dans les récentes réalisations de la BBC, et notamment durant les dimanches en soirée, de diffuser des programmes racoleurs par leurs contenus à caractère sexuel et sadique. » En réaction, une proposition d'amendement fut justifiée par « la tendance des honorables membres [du Parlement] à s'en prendre au courage et à l'initiative qu'a eu la BBC de présenter des pièces et des programmes adaptés aux goûts d'un public adulte, durant les dimanches soir et en d'autres occasions » (the tendency of honourable members to attack the courage and enterprise of the British Broadcasting Corporation in presenting plays and programmes capable of appreciation by adult minds, on Sunday evenings and other occasions). Cette proposition d'amendement fut également signée par cinq membres du Parlement Une autre proposition d'amendement ajouta, avec humour, « mais il est heureux que la liberté de l'individu puisse encore permettre aux téléspectateurs d'éteindre leurs téléviseurs comme ils le veulent, et que, grâce à la bienveillance du Gouvernement de sa Majesté, il sera bientôt possible de le rallumer pour regarder les programmes plus appropriés » (but is thankful that the freedom of the individual still permits viewers to switch off and, due to the foresight of her Majesty's Government, will soon permit a switch-over to be made to more appropriate programmes.).
Une seconde motion, signée par six parlementaires, plébiscitait « la sincère tentative de la BBC de rapporter au peuple britannique les conséquences logiques et abrutissantes de leur liberté » (the sincere attempts of the B.B.C. to bring home to the British people the logical and soul-destroying conséquences of their freedom), et attirait l'attention sur le fait que « bien des pratiques inhumaines décrites dans la pièce titrée 1984 sont déjà en usage courant dans quelques régimes totalitaires » (many of the inhuman practices depicted in the play Nineteen Eighty-Four are already in common use under totalitarian regimes.), Même Élisabeth II et Philip Mountbatten, duc d'Édimbourg, firent savoir qu'ils avaient regardé la pièce, et l'avaient beaucoup appréciée.
Bravant les objections, la BBC prit la décision de diffuser 1984 une seconde fois, le 16 décembre suivant, un jeudi cette fois. Cette initiative fut approuvée par le Board of Governors of the BBC (quelques-uns de ses membres votèrent contre). Les quelque sept millions de téléspectateurs qui regardèrent cette rediffusion fut l'audience audiovisuelle la plus grande en Angleterre depuis le couronnement d'Elisabeth II, en juin de l'année précédente.
La technologie de l'enregistrement vidéo était encore en développement en 1954, et les programmes télévisés, joués en direct, il a été expliqué comment plus haut, ne pouvaient être préservés que sur pellicule, et à l'aide d'une appareillage et d'une méthode particuliers appelés telerecording en Angleterre, et kinescoping aux États-Unis. En Angleterre, le telerecording n'était qu'exceptionnellement utilisé, aux seules fins de la préservation de programmes télévisés pour une éventuelle rediffusion, et pour le fonds d'archives. C'est cette seconde diffusion du 16 décembre 1954, l'une des plus anciennes émissions télévisées de la BBC enregistrées et visible aujourd'hui, qui a été préservée, et dont il est possible de regarder des copies vidéo numériques sur l'Internet, ou qui sont disponibles en libre téléchargement. Tombée dans le domaine public en Angleterre (parce que financé par une chaîne publique), cette adaptation de 1984 n'a pourtant fait l'objet d'aucune distribution sur support (ni en VHS, ni en DVD) à ce jour, et, par conséquent d'aucun doublage dans une autre langue que l'anglais ni d'aucun sous-titrage. Des rumeurs concernant un projet de restauration de ce film (puisque la copie originale existe sur pellicule) reviennent de temps à autre, mais il ne semble pas exister de volonté sérieuse de l'entreprendre.
Aujourd'hui, cette adaptation audiovisuelle de 1984 est considérée par beaucoup (surtout par les critiques de cinéma, les cinéphiles et les fans du roman) comme la meilleure de toutes, et comme la plus fidèle dans les détails et dans l'esprit. Ceci doit, pour une part, au fait que la plupart des autres adaptations furent des échecs (très négativement critiquées), à l'exception de la version cinématographique sortie en 1984, et pour l'autre au fait que la BBC s'est taillé depuis longtemps une réputation d'exigence et d'excellence dans ses travaux d'adaptations audiovisuelles de romans.

## Historique des diffusions
- BBC Television, 12 décembre 1954, en direct, non enregistrée.
- BBC Television, 16 décembre 1954, en direct, enregistré sur pellicule Format 35 mm par le moyen du telerecording.
- BBC Two, 28 novembre 1965, nouvelle production, d'après une version révisée du script original de 1954.
- BBC2, 3 août 1977, rediffusion de la version du 16 décembre 1954 enregistrée sur pellicule.
- BBC Two, 1er juillet 1994, rediffusion de la version du 16 décembre 1954 enregistrée sur pellicule, à l'occasion du décès et en l'honneur du réalisateur Rudolph Cartier.
- BBC Four, 14 juin 2003, rediffusion de la version du 16 décembre 1954 enregistrée sur pellicule.

### Livres
- Fulton, Roger (1997). The Encyclopedia of TV Science Fiction (2nd ed.). London: Boxtree Books.  (ISBN 0-7522-1150-1).
- Jacobs, Jason (2000). The Intimate Screen: Early British Television Drama (1st ed.). Oxford: Oxford University Press.  (ISBN 0-19-874233-9).

### Presse
- Pixley, Andrew (janvier 2003). Nineteen Eighty-Four: Big Brother is Watching You. TV Zone, p. 50-54.